# Phlocerus zaitzevi
Phlocerus zaitzevi är en insektsart som beskrevs av Leo L. Mishchenko 1941. Phlocerus zaitzevi ingår i släktet Phlocerus och familjen gräshoppor.

## Underarter
Arten delas in i följande underarter:
- P. z. zaitzevi
- P. z. egregius
- P. z. major